# Palpita venatalis
Palpita venatalis is een vlinder uit de familie van de grasmotten (Crambidae), uit de onderfamilie van de Spilomelinae. De wetenschappelijke naam van deze soort is voor het eerst voorgesteld als Margaronia venatalis door William Schaus in een publicatie uit 1920.
De soort komt voor in Guatemala, Costa Rica en Panama.